# Rhynchostegium gaudichaudii
Rhynchostegium gaudichaudii là một loài Rêu trong họ Brachytheciaceae. Loài này được (Mont.) A. Jaeger miêu tả khoa học đầu tiên năm 1878.